# ダイヤゲート池袋
ダイヤゲート池袋（英: DaiyaGate Ikebukuro）は、東京都豊島区南池袋に位置するオフィスビル。西武池袋線をまたいで建てられ、2019年4月1日に開業した。西武ホールディングスの本社及び西武鉄道の登記上の本店ビルである。

## 概要
旧西武鉄道本社ビルを賃貸オフィスビルに建て替えることで、西武グループの不動産事業の中心を担う西武プロパティーズの収益力向上を図り、同時に池袋エリアの発展に寄与することを目指して建てられたオフィスビルである。建設地は線路を挟んだ両側に西武鉄道の敷地があり、発注者である同社に代わって事業を手掛けた西武プロパティーズは、線路上空に人工地盤を設けることで、当初はその人工地盤を敷地面積に加えた上で、総合設計制度による容積率の割り増しを受け、線路の東側に超高層の建物を建てる計画をベース案としていた。
しかし、日建設計から線路上空に建物をまたがせる提案を受け、鉄道運行などに与える影響を検討した結果、線路地下に地中梁を設けなくても建設できるという技術的確証を得られたことから、現在の形態にかじを切った、この形態とすることで、基準階のオフィスフロアは広さ約2100 m2の無柱空間を実現することが可能となり、商業エリアのイメージが強く、大規模オフィスビル（Sクラス）はなく、大型オフィスビル（Aクラス）も数件しかない池袋において、竣工時点では池袋エリア最大のオフィス面積を用意することができた。
建物は地下2階、地上18階建て（建築基準法上は20階）で、鉄道の「第1場内信号機」までを範囲とする池袋駅の「駅構内」に、駅から少し離れて立ち、地上高は100mに2センチ及ばず、99.98mである。地上1、2階の東寄りには、オフィスのエントランスロビーや店舗があり、西側の2階レベルは線路上空の人工地盤で、公開空地のダイヤデッキとして開放され、豊島区が構想中の「池袋駅東西連絡通路（東西デッキ）」との接続を予定している。竣工に先立って、西武ホールディングスと区は防災協定も締結しており、大規模な地震などが発生した際には帰宅困難者をビルに受け入れるとしている。
名称は鉄道のダイヤグラムをイメージさせるビル外壁の鉄骨ブレースと、電車が建物の下をくぐり抜けるゲートに由来し、西武グループ内の意見も聞きながら2018年夏に決定した。

## 施設構成
1、2階が店舗フロアでファミリーマート、猿田彦珈琲などが入り、3階が機械室、4～18階がオフィスでこのうち、14～18階に西武グループ3社（西武ホールディングス・西武・プリンスホテルズワールドワイド・西武リアルティソリューションズ）が本社を置く。

## 受賞歴
- 建築環境設計支援協会「SABED環境シミュレーション設計賞2019（社会人部門）優秀賞受賞」（インターネットアーカイブ・2020年時点の版）
- CIBSE（英国の建築設備技術者協会）- Building Performance Awards 2021「年間最優秀プロジェクト賞（国際部門）受賞」（インターネットアーカイブ・2021年時点の版）
- CTBUH（米国の高層ビル・都市居住協議会）「MEP Engineering Award 2021 Award of Excellence受賞」
- 空気調和・衛生工学会「第59回空気調和・衛生工学会賞　技術賞受賞」（インターネットアーカイブ・2021年時点の版）
- MIPIM Asia Awards 2020「ベストオフィス開発部門金賞受賞」（インターネットアーカイブ・2021年時点の版）
- 鉄道建築協会「鉄道建築協会賞、作品部門、2020年度特別賞受賞」（インターネットアーカイブ・2022年時点の版）
- 日本建設業連合会「第63回BCS賞」

## 近隣
- ジュンク堂書店池袋本店
- 法道院
- グランドミレーニア